# Osella FA1G
Az Osella FA1G egy Formula–1-es versenyautó, melyet az Osella csapat tervezett és versenyeztetett az 1985-ös, az 1986-os, és az 1987-es Formula–1 világbajnokságban. Pilótái 1985-ben Piercarlo Ghinzani és Huub Rothengatter, 1986-ban Ghinzani és Allen Berg, 1987-ben Gabriele Tarquini és Franco Forini voltak.

## Áttekintés
Lényegében megegyezett elődjével, az FA1F modellel, a tervező Giuseppe Petrotta apróbb változtatásokat eszközölt csak. Megnövelte a tengelytávot 85 milliméterrel, áthelyezte a hűtőrácsokat, módosított a felfüggesztéseken és átalakította az oldaldobozokat, amelyek most már hosszúkásak és egyenesek voltak. Szélcsatornában a csapat nem tudott tesztelni, és továbbra is gondolt jelentett, hogy kb. 35-40 kilogrammal volt nehezebb a riválisok autóinál.
A meghajtásért továbbra is az Alfa Romeo V8-as turbómotorjai feleltek: 1985-ben még mindig a régi, két évvel korábbi specifikációra, de már 1986-ban megkapták a fejlesztett, mechanikus üzemanyag-befecskendező rendszerű változatot, 1987-ben pedig, amikor az Alfa Romeo már kiszállt a sportágból, az elektronikus befecskendező rendszerrel szereltet.

### 1985
Ebben az idényben a csapat csak egy autót nevezett be, és azt eleinte Ghinzani vezette. Az FA1G modellt a szezon harmadik futamától, Imolától használta, itt nem rangsorolták, miután a váltó meghibásodása miatt beállt a boxba, és 16 körös hátrányt szedett össze a futamon. A következő öt versenyből csak egyet tudott teljesíteni, egyre pedig nem kvalifikált. Ghinzanit gyorsan elvitte szezon közben a Toleman csapat, a helyére némi szponzori pénz fejében Rothengatter ült be. Sokkal jobb eredményeket ő sem ért el, ráadásul az olasz nagydíj előtt a sok tartozás miatt majdnem meg is szűnt a csapat. A szezont pont nélkül, rossz anyagi helyzetben zárták le.

### 1986
Az idényre Ghinzani visszatért a csapathoz, és ő vezethette végig a modernebb autót, míg csapattársai, Allen Berg francia nagydíjas próbálkozását leszámítva, csak a régebbi modelleket. Ghinzani a monacói nagydíjat leszámítva minden versenyre kvalifikálni tudta magát, de mindössze egy versenyt tudott befejezni, az osztrák nagydíjat. Lemaradása 7-12 másodperc volt egész évben az élmezőnyhöz képest. A legtöbb kiesés a motor és a turbófeltöltő, valamint a felfüggesztés hibája miatt történt.

### 1987
Ezt az autót ebben az évben az első számú pilóta, Alex Caffi mindenkori csapattársa használta. Imolában Gabriele Tarquini vezette, de hamar kiesett a sebességváltó hibája miatt. Az olasz, a portugál és a spanyol nagydíjakon Franco Forini vezethette (bár ezzel kapcsolatosan ellentmondásosak a források, hogy végül is FA1G-t vagy FA1I-t vezetett).

## Eredmények
| Év   | Csapat               | Motor           | Gumik | Pilóták            | 1   | 2   | 3   | 4   | 5   | 6   | 7   | 8   | 9   | 10  | 11  | 12  | 13  | 14  | 15  | 16  | Pontok | Helyezés |
| ---- | -------------------- | --------------- | ----- | ------------------ | --- | --- | --- | --- | --- | --- | --- | --- | --- | --- | --- | --- | --- | --- | --- | --- | ------ | -------- |
| 1985 | Kelémata Osella      | Alfa Romeo 890T | M     |                    | BRA | POR | SMR | MON | CAN | DET | FRA | GBR | GER | AUT | NED | ITA | BEL | EUR | RSA | AUS |        |          |
| 1985 | Kelémata Osella      | Alfa Romeo 890T | M     | Piercarlo Ghinzani |     |     | NR  | NK  | KI  | KI  | 15  | KI  |     |     |     |     |     |     |     |     | 0      | -        |
| 1985 | Kelémata Osella      | Alfa Romeo 890T | M     | Huub Rothengatter  |     |     |     |     |     |     |     |     | KI  | 9   | NR  | KI  | NR  | NK  | KI  | 7   | 0      | -        |
| 1986 | Osella Squadra Corse | Alfa Romeo 890T | M     |                    | BRA | ESP | SMR | MON | BEL | CAN | USA | FRA | GBR | GER | HUN | AUT | ITA | POR | MEX | AUS |        |          |
| 1986 | Osella Squadra Corse | Alfa Romeo 890T | M     | Piercarlo Ghinzani | KI  | KI  | KI  | NK  | KI  | KI  | KI  |     | KI  | KI  | KI  | 9   | KI  | KI  | KI  | KI  | 0      | -        |
| 1986 | Osella Squadra Corse | Alfa Romeo 890T | M     | Allen Berg         |     |     |     |     |     |     |     | KI  |     |     |     |     |     |     |     |     | 0      | -        |
| 1987 | Landis&Gyr Osella    | Alfa Romeo 890T | M     |                    | BRA | SMR | BEL | MON | USA | FRA | GBR | GER | HUN | AUT | ITA | POR | ESP | MEX | JPN | AUS |        |          |
| 1987 | Landis&Gyr Osella    | Alfa Romeo 890T | M     | Gabriele Tarquini  |     | KI  |     |     |     |     |     |     |     |     |     |     |     |     |     |     | 0      | -        |
| 1987 | Landis&Gyr Osella    | Alfa Romeo 890T | M     | Franco Forini      |     |     |     |     |     |     |     |     |     |     | KI  | KI  | NK  |     |     |     | 0      | -        |

## Forráshivatkozások
1. 1 2 3 4  Tíz év küzdelem – az Osella-sztori (magyar nyelven). Napi F1 sztori, 2022. január 29. (Hozzáférés: 2025. január 30.)
2. ↑  Großer Preis von Italien 1987 - Meldeliste - Formel-1-Datenbank (német nyelven). Motorsport-Total.com. (Hozzáférés: 2025. január 30.)
3. ↑  Franco Forini - Career Summary. web.archive.org, 2010. december 27. [2010. december 27-i dátummal az eredetiből archiválva]. (Hozzáférés: 2025. január 30.)